# فیلیپ لو گی
فیلیپ لو گی (فرانسوی: Philippe Le Guay‎؛ زادهٔ ۲۲ اکتبر ۱۹۵۶) فیلم‌نامه‌نویس، کارگردان فیلم و هنرپیشه اهل فرانسه است. او بیشتر به واسطهٔ اثر پرفروشش، زنان طبقه ششم (۲۰۱۰)، همچنین نامزد جایزه سزار، دوچرخه‌سواری با مولیر (۲۰۱۳)، شناخته می‌شود.